# 绿点杜鹃
绿点杜鹃（学名：Rhododendron searsiae）为杜鹃花科杜鹃花属下的一个种。

## 扩展阅读
- 維基物種上的相關：绿点杜鹃